# Glacera Damma
La Glacera Damma (alemany: Dammagletscher) és una glacera de 2 km de longitud (2005) situada en els Alps Urner en el cantó d'Uri a Suïssa. El 1973 tenia una superfície de 5,09 km².